# 全国高等学校综合体育大会乒乓球竞技大会
全國高等學校綜合體育大會乒乓球競技大會（日语：全国高等学校総合体育大会卓球競技大会），也被稱為“全國高等學校乒乓球錦標賽（全国高等学校卓球選手権大会）”，是日本高中乒乓球賽事之一。由全國高等學校體育聯盟與日本乒乓球协会共同主辦，並由讀賣新聞社協辦。

## 賽事簡介
全國高等學校綜合體育大會乒乓球競技大會、全國高等學校選拔乒乓球大會、全日本乒乓球錦標賽青少年組和國民體育大會乒乓球競技並稱日本四大全國高中乒乓球賽。
全國高等學校綜合體育大會乒乓球競技大會目前分為男子團體、女子團體、男子單打、女子單打、男子雙打和女子雙打等六個門類。
團體賽的分配名額為日本每都道府縣各1所學校；註冊球隊數最多的7個都道府縣再各1所學校；東道主額外1所學校，共計55所學校。單打及雙打分配名額為每都道府縣最少有4名（對）選手參賽；註冊人數最多的都道府縣可再獲得22名（對）名額，但這些都道府縣每個最多只有4名（對）選手參賽；東道主額外在得到4名（對）選手參賽。

## 關聯條目
- 國民體育大會乒乓球大會（日语：国民体育大会卓球競技）
- 全國高等學校選拔乒乓球大會（日语：全国高等学校選抜卓球大会）
- 全日本乒乓球锦标赛

### 腳註
1. ↑   (PDF). 全國高等學校體育聯盟.   [2022-04-10]. （原始内容 (PDF)存档于2016-08-05）.

### 文獻
- 近藤欽司. . 卓球王国. 2004. ISBN 9784901638081.

## 外部連接
- 全國高等學校體育聯盟乒乓球部官方網站 （页面存档备份，存于）（日語）